# Новиково (деревня, Сергиево-Посадский городской округ)
Новиково — деревня в Сергиево-Посадском районе Московской области, в составе муниципального образования Сельское поселение Шеметовское (до 29 ноября 2006 года входила в состав Закубежского сельского округа).

## Население
| 2002 | 2006 | 2010 |
| ---- | ---- | ---- |
| 1    | →1   | ↗7   |

## География
Новиково расположено примерно в 43 км (по шоссе) на север от Сергиева Посада, на безымянном ручье бассейна реки Дубны, высота центра деревни над уровнем моря — около 140 м.